# Pallag
Pallag ist ein Ortsteil der ungarischen Stadt Debrecen, die im Komitat Hajdú-Bihar liegt. Pallag befindet sich ungefähr sieben Kilometer nördlich des Zentrums von Debrecen. Im Jahr 2011 gab es in Pallag 189 Häuser und 599 Einwohner. Im Süden grenzt Pallag an das 1092 Hektar große bewaldete Naturschutzgebiet Nagyerdő, im Norden an die Gemeinde Bocskaikert im Kreis Hajdúhadház.

## Geschichte
Im Mittelalter soll es in der Nähe von Pallag (ehemals Parlag) ein Mönchskloster und eine Kirche gegeben haben, die im 16. Jahrhundert zerstört wurden. 1867 eröffnete in Pallag die zweite Landwirtschaftsschule des Landes, die dann in Königlich Ungarische Wirtschaftsakademie (Debreceni Magyar Királyi Gazdasági Akadémia) umbenannt wurde. Der ungarische Schriftsteller und Dichter Albert Wass besuchte diese Akademie in den Jahren von 1928 bis 1931. Im Jahr 1870 wurde in Pallag eine meteorologische Beobachtungsstation eingerichtet, die eine der 42 Stationen des im selben Jahr neu gegründeten Ungarischen Meteorologischen Instituts war.

## Infrastruktur und Sehenswürdigkeiten
Die größte Bedeutung für Pallag hat die landwirtschaftliche Fachschule, die nach János Balásházy benannt wurde und ein Nachfolger der Königlich Ungarischen Wirtschaftsakademie ist. 2009 wurde die Einrichtung an die Universität Debrecen angegliedert und trägt seitdem den Namen Debreceni Egyetem Balásházy János Gyakorló Technikuma, Gimnáziuma és Kollégiuma. Auf dem Gelände gibt es eine Reliefgedenktafel für Albert Wass, erschaffen von Emese Anna Gábor sowie ein Denkmal für die Opfer des Ersten Weltkriegs, die die Wirtschaftsakademie besucht hatten.
Weiterhin befinden sich in Pallag die International School of Debrecen (Debreceni Nemzetközi Iskola) sowie die Fußballakademie des Sportvereins Debreceni Vasutas.
Durch Pallag verläuft die Hauptstraße Nr. 4. Es bestehen regelmäßige Busverbindungen von Pallag in die Innenstadt von Debrecen bis zum Segner tér mit der Stadtbuslinie Nr. 13.